# Adolf Fryderyk V
Adolf Fryderyk V Mecklenburg-Strelitz (ur. 22 lipca 1848 w Neustrelitz, zm. 11 czerwca 1914 w Berlinie) – wielki książę Meklemburgii-Strelitz.

## Życiorys
Urodził się jako jedyne żyjące dziecko księcia Fryderyka Wilhelma i jego żony – księżniczki Augusty, wnuczki Jerzego III Hanowerskiego, króla Anglii. 6 września 1860 zmarł jego dziadek – Jerzy, a Adolf Fryderyk został następcą tronu wielkiego księstwa. Na chrzcie 12 sierpnia 1848 roku otrzymał imiona: Adolf Friedrich August Viktor Ernst Adalbert Gustav Wilhelm Wellington. Jego rodzicami chrzestnymi byli: królowa Wiktoria, król Hanoweru Ernest August, wielki książę Jerzy i wielka księżna Maria oraz wielki książę Fryderyk Franciszek II.
Adolf Fryderyk pobierał nauki w gimnazjum w Dreźnie a następnie studiował prawo na Uniwersytecie w Getyndze. Wraz z końcem nauki rozpoczął służbę w pruskiej armii. Brał udział w wojnie francusko-pruskiej i reprezentował swego ojca na koronacji króla Prus Wilhelma I na cesarza Niemiec. Na tron wstąpił 30 maja 1904 – po śmierci ojca. W 1914 był właścicielem drugiego w Niemczech pod względem wielkości, po cesarzu Wilhelmie II, majątku o wartości 88 750 000 dolarów amerykańskich.

## Odznaczenia
Meklemburskie:
- Wielki Mistrz Orderu Korony Wendyjskiej (odzn. 1865)
- Wielki Mistrz Orderu Gryfa (odzn. 1905)
- Krzyż Zasługi Wojennej
- Krzyż Służby Wojskowej
- Krzyż Zasługi Wojskowej (Meklemburgia-Schwerin)

Zagraniczne:
- Order Alberta Niedźwiedzia (Anhalt)
- Order Wierności (Badenia)
- Order Bertholda I (Badenia)
- Order Lwa Zeryngeńskiego (Badenia)
- Order Świętego Huberta (Bawaria)
- Medal Jubileuszowy (Bawaria)
- Order Podwiązki (Wielka Brytania)
- Order Łaźni (Wielka Brytania)
- Medal Koronacyjny Króla Jerzego V (Wielka Brytania)
- Order Henryka Lwa (Brunszwik)
- Order Słonia (Dania)
- Order Gwelfów (Hanower)
- Order Ludwika (Hesja)
- Order Lwa Złotego (Hesja)
- Order Hohenzollernów (Sigmarinen)
- Order Świętego Piotra (Czarnogóra)
- Order Daniły I (Czarnogóra)
- Order Zasługi (Oldenburg)
- Order Orła Czarnego (Prusy)
- Order Orła Czerwonego (Prusy)
- Order Hohenzollernów (Prusy)
- Order Świętego Jana (Prusy)
- Krzyż Żelazny II kl. (Prusy)
- Medal Zasługi Wojennej 1870/71 (Prusy)
- Odznaka Pamiątkowa Srebrnych Godów Wilhelma II i Augusty Wiktorii (Prusy)
- Order Gwiazdy (Rumunia)
- Order Świętego Andrzeja (Rosja)
- Order Świętego Aleksandra Newskiego (Rosja)
- Order Orła Białego (Rosja)
- Order Świętej Anny I kl. (Rosja)
- Order Świętego Stanisława I kl. (Rosja)
- Order Świętego Jerzego IV kl. (Rosja)
- Order Ernestyński (Ks. Saksońskie)
- Order Korony Rucianej (Saksonia)
- Krzyż Zasługi Wojskowej (Schaumburg-Lippe)
- Order Korony (Wirtembergia)

## Małżeństwo i dzieci
17 kwietnia 1877 w Dessau poślubił księżniczkę Elżbietę Anhalt-Dessau. Para miała czworo dzieci:
- Wiktoria Maria Augusta Luiza Antonina Karolina Leopoldyna (1878–1948), żona (1) hrabiego Jerzego Jametela, (2) księcia Juliusza Ernsta Lippe;
- Augusta Charlotta Jutta Aleksandra Georgina Adolfina (1880–1946), żona Daniła, następcy tronu Czarnogóry;
- Adolf Fryderyk VI (1882–1918), popełnił samobójstwo;
- Karol Borwin Krystian Aleksander Artur (1888–1908), zginął w pojedynku.